# Final da Copa do Brasil de Futebol de 2016
A final da Copa do Brasil de Futebol de 2016 foi a 28ª final dessa competição brasileira de futebol organizada pela Confederação Brasileira de Futebol (CBF). Foi decidida por Grêmio e Atlético Mineiro em duas partidas.
O primeiro duelo ocorreu em 23 de novembro no Estádio Mineirão, em Belo Horizonte. Já o segundo confronto, que seria realizado no dia 30 de novembro, foi remarcado para 7 de dezembro, vide o acidente ocorrido com o time da Chapecoense no dia 29 de novembro. Ainda sim, foi na Arena do Grêmio, em Porto Alegre.

## Caminho até a final
| Grêmio              | Grêmio        | Grêmio       | Fase             | Atlético-MG   | Atlético-MG   | Atlético-MG  |
| Adversário          | Resultado     | Jogos        | Fase             | Adversário    | Resultado     | Jogos        |
| ------------------- | ------------- | ------------ | ---------------- | ------------- | ------------- | ------------ |
| Atlético Paranaense | 1–1 (4–3 pen) | 1–0 F; 0–1 C | Oitavas de final | Ponte Preta   | 3–3 (gf)      | 1–1 C; 2–2 F |
| Palmeiras           | 3–2           | 2–1 C; 1–1 F | Quartas de final | Juventude     | 1–1 (4–2 pen) | 1–0 C; 0–1 F |
| Cruzeiro            | 2–0           | 2–0 F; 0–0 C | Semifinal        | Internacional | 4–3           | 2–1 F; 2–2 C |

Legenda: (C) casa; (F) fora

## Jogos

### Primeira partida
| 23 de novembro | Atlético Mineiro | 1 – 3 | Grêmio                             | Estádio Mineirão, Belo Horizonte                                    |
| 21:45          | Gabriel 81'      |       | 29', 54' Pedro Rocha · 90' Everton | Público: 47 944 Renda: R$ 4.082.175,00 Árbitro: PE Péricles Bassols |

| '' | Atlético-MG | Grêmio | '' |

| ATLÉTICO-MG:     |    |                  |       |     |
|                  |    |                  |       |     |
| G                | 1  | Victor           |       |     |
| LD               | 19 | Carlos César     |       |     |
| Z                | 31 | Gabriel          | 6'    |     |
| Z                | 4  | Erazo            |       |     |
| LE               | 39 | Fábio Santos     |       |     |
| V                | 8  | Leandro Donizete |       |     |
| V                | 21 | Júnior Urso      | 69'   | 71' |
| M                | 11 | Cazares          |       | 58' |
| A                | 70 | Maicosuel        |       | 71' |
| A                | 9  | Lucas Pratto     |       |     |
| A                | 7  | Robinho          |       |     |
| Substituições:   |    |                  |       |     |
| G                | 20 | Giovanni         |       |     |
| LD               | 2  | Marcos Rocha     |       | 71' |
| LD               | 29 | Patric           |       |     |
| Z                | 15 | Edcarlos         |       |     |
| Z                | 38 | Jesiel           |       |     |
| LE               | 34 | Leonan           |       |     |
| V                | 18 | Lucas Cândido    | 45+3' |     |
| M                | 22 | Carlos Eduardo   |       |     |
| A                | 17 | Hyuri            |       | 71' |
| A                | 23 | Clayton          |       | 58' |
| A                | 46 | Luis Guilherme   |       |     |
| Treinador:       |    |                  |       |     |
| Marcelo Oliveira |    |                  |       |     |

| GRÊMIO:           |    |                  |          |       |
|                   |    |                  |          |       |
| G                 | 1  | Marcelo Grohe    | 77'      |       |
| LD                | 33 | Edílson          | 36'      |       |
| Z                 | 3  | Pedro Geromel    |          |       |
| Z                 | 4  | Kannemann        |          |       |
| LE                | 26 | Marcelo Oliveira |          |       |
| V                 | 12 | Walace           |          |       |
| V                 | 8  | Maicon           | 66'      |       |
| V                 | 17 | Ramiro           |          | 88'   |
| M                 | 10 | Douglas          |          | 80'   |
| A                 | 7  | Luan             |          | 90+2' |
| A                 | 32 | Pedro Rocha      | 55', 66' |       |
| Substituições:    |    |                  |          |       |
| G                 | 20 | Léo              |          |       |
| LD                | 2  | Wallace Oliveira |          |       |
| Z                 | 6  | Fred             |          | 90+2' |
| Z                 | 15 | Rafael Thyere    |          |       |
| LE                | 34 | Iago             |          |       |
| V                 | 25 | Jailson          |          | 88'   |
| V                 | 28 | Kaio             |          |       |
| A                 | 11 | Everton          |          | 80'   |
| A                 | 19 | Ty Sandows       |          |       |
| A                 | 23 | Miller Bolaños   |          |       |
| A                 | 38 | Guilherme        |          |       |
| A                 | 91 | Henrique Almeida |          |       |
| Treinador:        |    |                  |          |       |
| Renato Portaluppi |    |                  |          |       |

| Bandeirinhas: Rodrigo Henrique Correa Nadine Schramm Câmara Bastos Quarto árbitro: Wagner do Nascimento Magalhães Quinto árbitro: Danilo Ricardo Simon Manis |

### Segunda partida
| 7 de dezembro | Grêmio      | 1 – 1 | Atlético Mineiro | Arena do Grêmio, Porto Alegre                                                                    |
| 21:45         | Bolaños 88' |       | 90+1' Cazares    | Público: 52 233 Público Total: 55 337 Renda: R$ 5.105.964,00 Árbitro: SP Luiz Flávio de Oliveira |

| '' | Grêmio | Atlético-MG | '' |

| GRÊMIO:           |    |                  |       |     |
|                   |    |                  |       |     |
| G                 | 1  | Marcelo Grohe    | 85'   |     |
| LD                | 33 | Edílson          |       |     |
| Z                 | 3  | Pedro Geromel    |       |     |
| Z                 | 4  | Kannemann        | 90+3' |     |
| LE                | 26 | Marcelo Oliveira |       |     |
| V                 | 12 | Walace           |       |     |
| V                 | 8  | Maicon           |       |     |
| V                 | 17 | Ramiro           |       | 78' |
| M                 | 10 | Douglas          |       | 86' |
| A                 | 11 | Everton          |       | 90' |
| A                 | 7  | Luan             |       |     |
| Substituições:    |    |                  |       |     |
| G                 | 20 | Léo              |       |     |
| LD                | 2  | Wallace Oliveira |       |     |
| Z                 | 6  | Fred             |       | 90' |
| Z                 | 15 | Rafael Thyere    |       |     |
| LE                | 34 | Iago             |       |     |
| V                 | 25 | Jailson          |       | 78' |
| V                 | 28 | Kaio             |       |     |
| M                 | 27 | Lincoln          |       |     |
| A                 | 19 | Ty Sandows       |       |     |
| A                 | 23 | Miller Bolaños   | 90+2' | 86' |
| A                 | 38 | Guilherme        |       |     |
| A                 | 91 | Henrique Almeida |       |     |
| Treinador:        |    |                  |       |     |
| Renato Portaluppi |    |                  |       |     |

| ATLÉTICO-MG:               |    |                  |           |     |
|                            |    |                  |           |     |
| G                          | 1  | Victor           |           |     |
| LD                         | 2  | Marcos Rocha     |           |     |
| Z                          | 31 | Gabriel          |           |     |
| Z                          | 4  | Erazo            | 19' 90+3' |     |
| LE                         | 39 | Fábio Santos     | 70'       |     |
| V                          | 5  | Rafael Carioca   |           |     |
| V                          | 8  | Leandro Donizete |           | 69' |
| V                          | 21 | Júnior Urso      |           | 45' |
| A                          | 27 | Luan             |           | 75' |
| A                          | 9  | Lucas Pratto     |           |     |
| A                          | 7  | Robinho          |           |     |
| Substituições:             |    |                  |           |     |
| G                          | 20 | Giovanni         |           |     |
| LD                         | 19 | Carlos César     |           |     |
| LD                         | 29 | Patric           |           |     |
| Z                          | 15 | Edcarlos         |           |     |
| Z                          | 38 | Jesiel           |           |     |
| LE                         | 34 | Leonan           |           |     |
| V                          | 18 | Lucas Cândido    |           | 75' |
| M                          | 11 | Cazares          |           | 69' |
| A                          | 70 | Maicosuel        |           | 45' |
| A                          | 17 | Hyuri            |           |     |
| A                          | 23 | Clayton          |           |     |
| A                          | 13 | Carlos           |           |     |
| Treinador:                 |    |                  |           |     |
| Diogo Giacomini (interino) |    |                  |           |     |

| Bandeirinhas: Marcelo Carvalho Van Gasse Kleber Lúcio Gil Quarto árbitro: Rodolpho Toski Marques Quinto árbitro: Miguel Cataneo |

## Premiação
| Copa do Brasil de 2016     |
| Rio Grande do Sul          |
| -------------------------- |
| GRÊMIO Campeão (5º título) |